# Efekt ciężkiego atomu
Efekt ciężkiego atomu (ang. heavy atom effect) – zwiększenie prawdopodobieństwa zajścia przejścia międzysystemowego (interkombinacyjnego) w cząsteczce chemicznej dzięki obecności ciężkiego atomu.
Przejścia międzysystemowe, zachodzące pomiędzy stanami cząsteczkowymi o różnej multipletowości (czyli całkowitym momencie spinowym S) są wzbronione przez kwantowe reguły wyboru, co skutkuje małym prawdopodobieństwem ich zajścia (małymi stałymi szybkości przejść). Jeśli cząsteczka organiczna zawiera, oprócz węgla i wodoru, również atomy cięższe, to obserwuje się zwiększenie szybkości przejść międzysystemowych - jest to tak zwany wewnętrzny efekt ciężkiego atomu. W niektórych przypadkach obserwowane jest również zwiększenie szybkości przejść międzysystemowych cząsteczek organicznych w roztworach, w których użyto rozpuszczalnika zawierającego cięższe atomy – jest to zewnętrzny efekt ciężkiego atomu. Efekt ciężkiego atomu tłumaczy się występowaniem sprzężenia spinowo-orbitalnego, które wzrasta wraz ze wzrostem liczby atomowej. Sprzężenie spinowo-orbitalne umożliwia mieszanie stanów elektronowych o różnej multipletowości, prowadząc do zwiększenia prawdopodobieństwa przejść pomiędzy nimi. Praktycznie często skutkuje to skróceniem obserwowanych czasów zaniku fluorescencji i fosforescencji.